# 9487 Kupe
9487 Kupe eller 7633 P-L är en asteroid i huvudbältet som upptäcktes den 17 oktober 1960 av den nederländsk-amerikanske astronomen Tom Gehrels och det nederländska astronomparet Ingrid van Houten-Groeneveld och Cornelis Johannes van Houten vid Palomarobservatoriet. Den är uppkallad efter Maorier mytologins Kupe.
Asteroiden har en diameter på ungefär 5 kilometer och den tillhör asteroidgruppen Koronis.